# Titularbistum Stectorium
Stectorium (ital.: Stettorio) ist Titularbistum der römisch-katholischen Kirche.
Es geht zurück auf einen untergegangenen Bischofssitz in der gleichnamigen antiken Stadt, die in der Spätantike politisch der römischen Provinz Phrygia Pacatiana (heute westliche Türkei) zugehörig war. Der Bischofssitz war der Kirchenprovinz Synnada in Phrygia zugeordnet.
| Titularbischöfe von Stectorium |                                          |                                                                        |                 |                 |
| Nr.                            | Name                                     | Amt                                                                    | von             | bis             |
| 1                              | Owen McCann                              | Apostolischer Vikar von Kapstadt (Südafrika)                           | 12. März 1950   | 11. Januar 1951 |
| 2                              | Pierre Marin Arntz OSCr                  | Apostolischer Vikar von Bandung (Indonesien)                           | 10. Januar 1952 | 3. Januar 1961  |
| 3                              | Pierre-Auguste-Antoine-Marie Guichet MSC | Apostolischer Vikar der Gilbertinseln (Westpazifische Hohe Kommission) | 19. Juli 1961   | 21. Juni 1966   |